# U23-Europameisterschaften im Rudern 2018
Die U23-Europameisterschaften im Rudern 2018 fanden am 1. und 2. September 2018 in Belarus in Brest statt. Die Wettbewerbe wurden auf dem Ruderkanal Brest ausgetragen.
Bei den Meisterschaften wurden 22 Wettbewerbe ausgetragen, davon jeweils elf für Männer und Frauen.
Teilnahmeberechtigt war jeweils eine Mannschaft je Wettbewerbsklasse aus den 46 europäischen Mitgliedsverbänden des Weltruderverbandes (FISA). Eine Qualifikationsregatta existierte nicht.
Der Deutsche Ruderverband besetzte 16 Bootsklassen mit 54 Athletinnen und Athleten. Allerdings ausschließlich mit Sportlern, die sich nicht für die U23-Weltmeisterschaften im Rudern 2018 qualifizieren konnten.

## Ergebnisse
Hier sind die Medaillengewinner aus den A-Finals aufgelistet. Diese waren mit sechs Booten besetzt, die sich über Vor- und Hoffnungsläufe sowie Viertel- und Halbfinals für das Finale qualifizieren mussten. Die Streckenlänge betrug in allen Läufen 2000 Meter.

### Männer
| Bootsklasse                                   | Gold | Gold    | Silber | Silber  | Bronze | Bronze  |
| --------------------------------------------- | --- | ------- | --- | ------- | --- | ------- |
| Einer (BM1x)                                  | Rumänien Mihai Chiruță | 6:51,29 | Litauen Giedrius Bieliauskas | 6:51,79 | Russland Andrey Potapkin | 6:55,33 |
| Leichtgewichts-Einer (BLM1x)                  | Deutschland Simon Klüter | 6:58,02 | Österreich Rainer Kepplinger | 6:59,36 | Vereinigtes Königreich Gavin Horsburgh | 7:02,49 |
| Doppelzweier (BM2x)                           | Griechenland Stefanos Douskos Christos Stergiakas | 6:13,52 | Polen Fabian Barański Mateusz Świętek | 6:14,72 | Serbien Igor Đjerić Dušan Slavnić | 6:19,14 |
| Leichtgewichts-Doppelzweier (BLM2x)           | Griechenland Petros Gkaidatzis Ninos Nikolaidis | 6:18,44 | Schweiz Samuel Breckenridge Jan Schäuble | 6:23,17 | Österreich Alexander Maderner Johannes Hafergut | 6:23,67 |
| Doppelvierer (BM4x)                           | Ungarn Dániel Danó Márton Szabó Kristóf Ács Maté Bácskai | 5:48,73 | Ukraine Serhiy Sokhatskyi Bohdan Martynenko Yehven Aleksandrov Oleksiy Selivanov                                                                                    | 5:49,59 | Tschechien Václav Baldrián Tomáš Šišma Radim Hladík Marek Řehořek | 5:51,51 |
| Leichtgewichts-Doppelvierer (BLM4x)           | Deutschland Tim Bier Malte Koch Philipp Thein Malte Rietdorf | 5:55,52 | Tschechien Ondřej Čermák Jan Šmolík Luboš Zapletal Jonáš Friedrich                                                                                                  | 5:57,92 | Österreich Lukas Kreitmeier Umberto Bertagnoli Levi Weber Sebastian Kabas                                                                                                | 6:00,73 |
| Zweier ohne Steuermann (BM2-)                 | Rumänien Dumitru-Alexandru Ciobica Florin-Sorin Lehaci | 6:29,49 | Polen Bartosz Modrzyński Lucasz Posylajka | 6:30,93 | Griechenland Ioannis Kalandaridis Spyridon Kalentzis | 6:31,08 |
| Leichtgewichts-Zweier ohne Steuermann (BLM2-) | Griechenland Antonios Papakonstantinou Ioannis Marokos | 6:36,30 | Belarus Dzmitry Mazheryn Andrei Fedarenka | 6:44,39 | Ungarn Bence Szabó Bence Szlovák | 6:51,99 |
| Vierer ohne Steuermann (BM4-)                 | Rumänien Mihăiță-Vasile Țigănescu Cosmin Pascari Ștefan-Constantin Berariu Ciprian Huc | 5:53,95 | Ungarn Tamás Dobai Márton Hopp Norbert Adam Kiss Tamás Agoston Gerei                                                                                                | 6:04,39 | Deutschland William Strulick Richard Aurich Paul Dohrmann Julius Müller                                                                                                  | 6:04,90 |
| Vierer mit Steuermann (BM4+)                  | Rumänien Alexandru Chioseaua Mugurel Vasile Semciuc Gheorghe-Robert Dedu Constantin-Cristi Hîrgău Adrian Munteanu (Stm.)                                                                                | 6:12,87 | Russland Artem Rudnichenko Daniil Baranov Ilya Ivanov Grigoriy Krylov Evgeniy Terekhov (Stm.)                                                                       | 6:18,71 | Ukraine Bohdan Yurchenko Kostiantyn Musiienko Maksym Onipchenko Roman Skoryi Denys Dziubynskyi (Stm.)                                                                    | 6:24,27 |
| Achter (BM8+)                                 | Rumänien Andrei-Alexandru Tănasă Marian Cireașă Alexandru Chioseaua Nicu-Iulian Chelaru Bogdan Sabin Băițoc Mugurel Vasile Semciuc Gheorghe-Robert Dedu Constantin-Cristi Hîrgău Adrian Munteanu (Stm.) | 5:34,31 | Belarus Vitali Dzehtsiarou Ihar Herus Aliaksei Tarasevich Yauheni Maiseyev Dzianis Akinchyts Yahor Shedau Dzianis Shedau Anton Bahinksi Danila Haitsiukevich (Stf.) | 5:37,38 | Ukraine Serhiy Yevdokymov Mykola Fedorenko Artem Derkach Oleksandr Sydoruk Stanislav Kozodoi Oleh Kravchenko Denys Shkliaruk Pavlo Yurchenko Oleksandr Konovaliuk (Stm.) | 5:39,31 |

### Frauen
| Bootsklasse                                   | Gold | Gold    | Silber | Silber  | Bronze | Bronze                  |
| --------------------------------------------- | --- | ------- | --- | ------- | --- | ----------------------- |
| Einer (BW1x)                                  | Bulgarien Dessislawa Georgiewa | 7:34,27 | Ukraine Kateryna Dudchenko | 7:37,31 | Russland Ekaterina Pitirimova | 7:38,81                 |
| Leichtgewichts-Einer (BLW1x)                  | Schweiz Eline Rol | 7:47,22 | Tschechien Kristýna Neuhortová | 7:49,99 | Deutschland Luise Asmussen | 7:50,15                 |
| Doppelzweier (BW2x)                           | Rumänien Elena Larisa Roșu Nicoleta-Ancuța Bodnar | 6:50,13 | Griechenland Dimitra Tsamopoulou Anneta Kyridou | 6:52,44 | Litauen Agnė Ginevičiūtė Viktorija Senkutė | 6:57,75                 |
| Leichtgewichts-Doppelzweier (BLW2x)           | Griechenland Thomais Emmanouilidou Eleni Agioti | 7:02,42 | Schweiz Sofia Meakin Lara Eichenberger | 7:04,99 | Deutschland Luisa Simon Sofie Vardakas | 7:14,75                 |
| Doppelvierer (BW4x)                           | Rumänien Elena Logofătu Georgiana Vasile Nicoleta Pașcanu Simona Geanina Radiș                                                                                      | 6:24,32 | Belarus Anastasiya Siamionava Yana Tsupa Dzina Haluts Krystina Staraselets                                                                                           | 6:38,92 | Polen Weronika Jagodzińska Katarzyna Boruch Izabela Gałek Paulina Grzella | 6:44,48                 |
| Leichtgewichts-Doppelvierer (BLW4x)           | Deutschland Julia Wolf Nina Öhlckers Sophia Wolf Eva-Lotta Nebelsieck                                                                                               | 6:37,22 | Belarus Tatsiana Masalskaya Tatsiana Hancharova Maryia Daumatovich Aliaksandra Kirykovich                                                                            | 6:43,77 | Russland Elizaveta Starostina Anastasiya Liubich Yulia Chernousova Polina Smolenskaya                                                                                                | 6:46,57                 |
| Zweier ohne Steuerfrau (BW2-)                 | Griechenland Maria Kyridou Christina Bourmpou | 7:13,23 | Belarus Dzina Haluts Kseniya Ramanouskaya | 7:14,06 | Russland Anna Aksenova Valentina Plaksina | 7:16,87                 |
| Leichtgewichts-Zweier ohne Steuerfrau (BLW2-) | Deutschland Maren Weber Katharina Niel | 7:29,27 | Russland Ekaterina Belikova Alena Novikova | 7:35,76 | Tschechien Tereza Businská Linda Skálová | 7:36,48                 |
| Vierer ohne Steuerfrau (BW4-)                 | Rumänien Mădălina Hegheș Amalia Bereş Cristina-Georgiana Popescu Roxana Parascanu                                                                                   | 6:36,08 | Belarus Anastasiya Siamionava Darya Novikava Hanna Khrapkina Tatsiana Filipava                                                                                       | 6:40,42 | Kroatien Aria Cvitanović Josipa Jurković Ivana Jurković Izabela Krakić | 6:47,66                 |
| Vierer mit Steuerfrau (BW4+)                  | Belarus Yana Tsupa Viktoryia Zhuraulevich Maryia Kalesnikava Maryia Bozhamoi Palina Katsevich (Stf.)                                                                | 7:06,77 | Ukraine Raisa Rudenko Svitlana Skrobalo Viktoriia Nahorna Maryna Romaniuk Yana Ocheretiana (Stf.)                                                                    | 7:20,01 | nur zwei Boote am Start | nur zwei Boote am Start |
| Achter (BW8+)                                 | Russland Jelena Daniljuk Elena Shapurova Olga Nesterenko Tatiana Kulikova Olga Saruba Elizavette Kornienko Marina Rubtsova Veronika Voino Jelisaweta Krylowa (Stf.) | 6:17,71 | Tschechien Barbora Kárová Markéta Nedělová Kateřina Hartmanová Pavlína Flamíková Marie Jurková Michala Pospíšilová Josefína Lázničková Anna Žabová Radek Šuma (Stm.) | 6:20,05 | Belarus Aliaksandra Markevich Kseniya Ramanouskaya Maryia Kalesnikava Maryia Bozhamoi Hanna Khrapkina Tatsiana Filipava Volha Khatuliova Krystina Hancharova Palina Katsevich (Stf.) | 6:22,09                 |

## Medaillenspiegel
| Platz | Land                   | Gold | Silber | Bronze | Gesamt |
| ----- | ---------------------- | ---- | ------ | ------ | ------ |
| 1     | Rumänien               | 8    |        |        | 8      |
| 2     | Griechenland           | 5    | 1      | 1      | 7      |
| 3     | Deutschland            | 4    |        | 3      | 7      |
| 4     | Belarus                | 1    | 6      | 1      | 8      |
| 5     | Russland               | 1    | 2      | 4      | 7      |
| 6     | Schweiz                | 1    | 2      |        | 3      |
| 7     | Ungarn                 | 1    | 1      | 1      | 3      |
| 8     | Bulgarien              | 1    |        |        | 1      |
| 9     | Tschechien             |      | 3      | 2      | 5      |
| 9     | Ukraine                |      | 3      | 2      | 5      |
| 11    | Polen                  |      | 2      | 1      | 3      |
| 12    | Österreich             |      | 1      | 2      | 3      |
| 13    | Litauen                |      | 1      | 1      | 2      |
| 14    | Kroatien               |      |        | 1      | 1      |
| 14    | Serbien                |      |        | 1      | 1      |
| 14    | Vereinigtes Königreich |      |        | 1      | 1      |
| Summe | Summe                  | 22   | 22     | 21     | 65     |